# Критическое давление
Критическое давление — давление вещества (или смеси веществ) в его критическом состоянии. При давлении ниже критического давления система может распадаться на две равновесные фазы — жидкость и пар. При критическом давлении теряется физическое различие между жидкостью и паром, вещество переходит в однофазное состояние. Поэтому критическое давление можно определить ещё как предельное (наивысшее) давление насыщенного пара в условиях сосуществования жидкой фазы и пара. Критическое давление представляет собой физико-химическую константу вещества.  Критическое состояние смесей отличается зависимостью критического давления от состава и, таким образом, осуществляется не в единственной критической точке, а на кривой, все точки которой характеризуются критическими значениями давления, температуры и концентрации.